# Alan Knott
Alan Philip Eric Knott, MBE (* 9. April 1946 in London, Vereinigtes Königreich) ist ein ehemaliger englischer Cricketspieler, der zwischen 1967 und 1981 für die englische Nationalmannschaft spielte. Er gilt bis heute als einer der besten Wicket-Keeper der Geschichte.

## Aktive Karriere
Knott gab sein First-Class-Debüt in der Saison 1964 und spielte in der Folge für Kent. Sein Debüt in der Nationalmannschaft erfolgte im August 1967 in der Test-Serie gegen Pakistan. Im folgenden Winter reiste er mit dem Team in die West Indies, wo ihm zwei Fifties (69* und 73* Runs) gelangen. So konnte er sich im Team als Wicket-Keeper etablieren. Nach einer mäßigen Leistung bei der Ashes-Series 1968 gelangen ihm erneut zwei Fifties (52 und 96* Runs) bei der Tour in Pakistan im Februar 1969. Auch im folgenden Sommer steuerte er gegen die West Indies ein weiteres Half-Century über 53 Runs bei. In der Saison 1970/71 folgte eine Tour in Australien, wo ihm ein Fifty (73 Runs) in den Tests gelang und er Teil des ersten ODIs überhaupt war. In der sich daran anschließenden Test-Serie in Neuseeland gelang ihm im ersten Innings sein erstes internationales Century über 101 Runs aus 149 Bällen, bevor er im zweiten Innings mit 96 Runs das Remis sicherstellte. In der Saison 1971 erreichte er erneut ein Century über 116 Runs aus 175 Bällen im ersten Test gegen Pakistan, konnte damit jedoch nicht das Follow-on verhindern. In der folgenden Test-Serie gegen Indien gelangen ihm zwei weitere Fifties (67 und 90 Runs), wobei er mit dem zweiten die entscheidende Niederlage nicht verhindern konnte.
Im Sommer 1972 erzielte er gegen Australien im letzten Test zwei Fifties (92 und 63 Runs), womit er die Niederlage jedoch nicht vermeiden konnte. Auch in den ODIs gelang ihm ein weiteres Fifty (50 Runs). Der folgende Winter begann mit einer Test-Serie in Indien, wo ihm 56 Runs im abschließenden Test gelangen. Bei der folgenden Serie in Pakistan steuerte er zwei Half-Centuries (71 und 63 Runs) im zweiten Test bei, doch reichte auch dieses nicht für einen Sieg. In der Saison 1973/74 erzielte er zwei Fifties (87 und 67 Runs) im dritten Test in den West Indies, wobei er erst Tony Greig und dann Keith Fletcher dabei half mit Centuries das Remis zu bewahren. Im vierten Spiel gelang ihm ein weiteres Half-Century (61 Runs). Nach schwächeren Leistungen gegen Indien beendete er den Sommer 1974 mit einem Fifty (83 Runs) gegen Pakistan. In der Ashes-Series in Australien gelangen ihm in den ersten vier Spielen drei Fifties (51, 52 und 82 Runs) und im fünften sogar ein Century über 106* Runs aus 205 Bällen, doch verlor England nur eines dieser Spiele nicht. Im Sommer 1975 war er Teil des englischen Teams beim ersten Cricket World Cup, wo man das Halbfinale erreichte. In der nachfolgenden Test-Serie gegen Australien gelangen ihm zwei Fifties (69 und 64 Runs).
Im Jahr darauf erzielte er gegen die West Indies im vierten Test in einer Partnerschaft mit Tony Greig ein Century über 116 Runs aus 212 Bällen, was jedoch nicht zum Sieg ausreichte. Im folgenden Test konnte er zwei Fifties (50 und 57 Runs) beisteuern, aber auch dieser ging verloren. Im Winter 1976/77 folgten zwei weitere Fifties (75 und 81* Runs) in Indien. Bei der Ashes-Series 1977 konnte er im dritten Test erneut ein Century über 135 Runs aus 210 Bällen beisteuern, womit er den entscheidenden Sieg einleitete. Im vierten Test erreichte er dann erneut ein Fifty (57 Runs). In der Folge war er Teil der World Series Cricket des australischen Geschäftsmanns Kerry Packer und wurde nicht in der Nationalmannschaft berücksichtigt. In der Saison 1980 kam er wieder zurück, enttäuschte am Schlag jedoch gegen die West Indies. Im Jahr darauf spielte er noch ein Mal zwei Tests gegen Australien und erreichte zwei weitere Fifties (50 und 79* Runs). Nach der Tour trat er aus der Nationalmannschaft zurück. Nachdem er bei der Rebel-Tour in Südafrika in der Saison 1981/82 teilgenommen hatte, wurde er wie alle englischen Teilnehmer für drei Jahre vom internationalen Cricket ausgeschlossen. Sein letztes First-Class-Spiel für Kent absolvierte er in der Saison 1985.

## Nach der aktiven Karriere
Zunächst wurde er in das weitere Management der englischen Nationalmannschaft aufgenommen, fand jedoch keine Platz als Coach. Später ließ er sich dann mit seiner Frau auf Zypern nieder.